# 雪合来提·穆扎帕罗维奇·米塔利波夫
雪合来提·穆扎帕罗维奇·米塔利波夫（1961年—），美国维吾尔族生物学家，俄勒冈健康与科学大学胚胎细胞和基因治疗中心主任。他因发现一种有争议的基因疗法而闻名，这种疗法可能是一种预防线粒体疾病的方法，也是一种从皮肤细胞中创造人类干细胞的新方法。

## 早年生活
米塔利波夫1961年出生于哈萨克斯坦阿拉木图。他是维吾尔族。他曾在苏联军队服役2年，自1979年起担任陆军无线电技术员。

## 教育
退役后，米塔利波夫在莫斯科的俄罗斯国立农业大学学习遗传学，并在一支翻唱乐队中演奏布鲁斯吉他来赚取学费。大学毕业后，他曾作为首席牲畜专家在雅罗斯拉夫尔州的集体农庄短暂工作过一段时间。 他于1989年获得硕士学位。他在莫斯科的医学遗传学研究中心学习发育和干细胞生物学，并获得了博士学位。在1991年苏联解体后，干细胞研究的资金短缺，因此米塔利波夫在1995年申请并获得了犹他州立大学的奖学金。他于1998年开始在俄勒冈国家灵长类研究中心工作。

## 学术发现
米塔利波夫发现的一种线粒体疾病治疗方法，即“纺锤体转移”技术，涉及从一颗人类卵子中取出细胞核并将其置于另一颗卵子中。如果卵子受精，在遗传学上它将有三个父母。他已经成功培育了“三亲”的普通猕猴。将该技术运用于人类卵子的议题引起了安全和道德问题。
2013年5月，米塔利波夫和他的团队在《细胞》期刊上发表了一项研究，该研究描述了一种从皮肤细胞中创造人类干细胞的新方法。该项研究发现被列入了多个科学期刊的2013年十大科学突破列表，包括《自然》、《科学》、《時代雜誌》、《发现》、《国家地理》和《周刊》。
2017年8月，米塔利波夫与基础科学研究院、索尔克研究所、首爾大學、深圳华大基因研究院和青岛华大基因研究院合作的学术研究成果发表于《自然》期刊。使用CRISPR / Cas9基因修饰工具进行了第一次已知的遗传修正突变人胚胎的成功尝试。
米塔利波夫和他的团队对大量携带导致心脏病遗传缺陷的人类胚胎进行了实验。他们证明了安全有效地纠正导致遗传性心脏病的缺陷基因的可能性。